# Castell de Figuerola de Meià
Del castell de Figuerol de Meià , en resta una torre que domina Figuerola de Meià, al municipi de Camarasa. Està situat als peus de la pista que comunica la carretera de Doll amb la vall de Meià.

## Història
Les primeres notícies de Figuerola corresponen a l'any 1040, en què Company i la seva muller Guilla donaren al monestir de Santa Maria de Meià els delmes de Figuerola i altres llocs. Sembla que el terme de Figuerola era una possessió de la família Meià i partir del 1094, el monestir comença a adquirir-hi drets; en el testament sacramental de Guitard Guillem de Meià es deixava la quadra de Figuerola al monestir. El 1100, Ermengol de Meià, ardiaca de Barcelona ordenà en el seu testament que es donés al monestir de Figuerola la quadra de Meià. El castell es trobava infeudat a Ramon Berenguer d'Àger el qual, en una convinença amb Pere Arnau de Puig (1141), l'hi encomanava el castell de Figuerola.
Posteriorment, el monestir començà a adquirir els drets dels castlans. El 1243 adquirí els drets de Berenguera de Fontllonga i el seu fill Guillem d'Oliola per venda a Bertran, prior de Santa Maria. El 1264 Ròmia, filla de Ramon de Fontllonga, donà al monestir tots els drets i les pertinences que tenia a la vila i el castell de Figuerola, la qual cosa fou confirmada pel senyor de Meià, Jaume de Cervera. Així, el monestir fou pràcticament el senyor eminent del castell i la vila. La dependència del monestir feu que el castell no fos incorporat al marquesat de Camarasa com la major part dels castells de la conca de Meià.
Els drets que conservava la corona foren venuts l'any 1426 pel rei Alfons IV a Nicolau de Gralla. No obstant, el priorat de Meià continuà exercint el domini del terme de Figuerola amb tota la jurisdicció.
A mitjan segle xvii Joan Gaspar Roig i Jalpí es referia al castell: «En la Villa de Figuerola de Meyà en medio de ella, hay una Torre alta quadrada de piedra labrada, habitable».

## Arquitectura
Del castell de Figuerola roman una torre de planta rectangular, de 7,40 X 4,80 m i 7,30 X 4,87, amb els braços llargs mirant a est i oest. Es conserva fins a una alçària de 13 m dividits en quatre pisos, el superior amb restes del pas de guàrdia que oscil·la entre 8,80 i 1,10 m La torre s'assenta directament sobre la terrassa natural i té l'accés per la cara est a nivell del primer pis. La porta té doble arc de mig punt adovellat tant a l'interior com a l'exterior. A l'interior hi ha una llinda de fusta amb les pollegueres superiors dels batents de la porta.
La planta baixa té volta apuntada amb carreus rectangulars col·locats de cantó. Tan sols es conserva el paviment que separa la planta baixa i el primer pis. Els altres han desaparegut però resten els repeus on es recolzaven. Entre la planta primera i la segona, la comunicació s'efectuava mitjançant l'escala adossada entre les parets est i nord de la qual resta l'arrencada i la marca d'alguns graons. La torre presenta una porta amb llinda oberta a la cara sud en època moderna. Hi ha dues espitlleres a la cara est, una a la cara nord i una a ponent. Totes són emmarcades per carreus rectangulars allargats i d'esqueixada a l'interior.
L'aparell constructiu té pràcticament unitat de talla, excepte en alguns punts on hi ha refeccions o restes en Opus spicatum: carreus rectangulars allargats no gaire grans amb combinació d'alguns quadrats més petits. El quart pis mostra clares refeccions que poden tenir relació amb la conversió de la torre en habitacle amb coberta a dues aigües. La datació se situaria a final del segle xii i primera meitat del segle xiii.